# Старый закон
Старый закон (нем. Das alte Gesetz) — немецкий немой черно-белый драматический фильм, поставленный режиссером Эвальдом Андре Дюпоном в 1923 году.

## Сюжет
1860-е годы. Барух Майер, сын ортодоксального раввина из бедного еврейского местечка в Галиции, решает стать актером. Против родительской воли он оставляет штетл, где вырос, и присоединяется к кочующей театральной труппе. Австрийская эрцгерцогиня Елизавета Терезия, тайно влюбленная в молодого человека, устраивает его в труппу венского Бургтеатра, где он поднимается до уровня знаменитой сценической звезды…

## В ролях
- Эрнст Дойч — Барух Майер
- Хенни Портен — эрцгерцогиня Елизавета Терезия
- Авраам Моревски — раввин Майер, отец Баруха
- Герман Валлентин — Генрих Лаубе, руководитель Бургтеатра
- Грете Бергер — мать Баруха
- Роберт Гаррисон — Рубен Пик, бродяга
- Вернер Краусс — Натан, профессор
- Маргарете Шлегель — Эстер, дочь Натана
- Рут Вайер — фрейлина
- Якоб Тидтке — режиссёр
- Ольга Лимбург — его жена

## История
29 октября 1923 года в Германии состоялась премьера фильма. В 2017 году по инициативе исследователя кино Синтии Уолк фильм был отреставрирован  немецкой студией Deutsche Kinemathek в цифровом формате 2K DCP. Французский композитор Филипп Шёллер написал новое музыкальное сопровождение, которое исполнил Мюнхенский филармонический оркестр Jakobsplatz München под руководством дирижера Даниэля Гроссманна. Восстановленная версия выросла в длительности до 135 минут. Премьера фильма состоялась 16 февраля 2018 года на 68-м Берлинском кинофестивале.

## Критика
Обширные рецензии появились в киножурналах Film-Kurier и Lichtbild-Bühne в 1923 году.
В октябрьском номере журнала Film-Kurier за 1923 год было написано: «Дюпону удалось сделать атмосферу столь различных миров этого фильма видимой: гетто, которое отделено от внешнего мира почти непреодолимой стеной и сам мир — Вена шестидесятых годов, в которой звучат ритмы вальсов Иоганна Штрауса, и Бургтеатр, который является воплощением всего искусства».
Историк кино Лотта Эйснер, анализируя художественные особенности картины, приходит к выводу, что Дюпон «умеет передавать различные оттенки, как бы вдыхая в них пульсирующую жизнь и до бесконечности создавая пленительные вариации света и тени».